# 弘前市立三和小学校
弘前市立三和小学校（ひろさきしりつ みわしょうがっこう）は、青森県弘前市大字三和にあった公立小学校。

## 概要
市内からは約20kmほど離れた三和地区にある小学校。学区は鶴田町に接している。全校児童は52人（2020年度の閉校時点）。

## 沿革
- 1876年（明治9年）11月28日 - 中津軽郡三和村字下恋塚14番地の木村利三郎宅の一部を借り、川村小学として開校。三和、笹舘地区を学区とする[2]。
- 1878年（明治11年） - 校舎新築、三和小学校に改称する。
- 1881年（明治14年）6月 - 笹館村に笹館小学校設置し、笹館学区の児童を笹館小学校に分離移転。
- 1888年（明治21年）4月 - 三和簡易小学校に改称する。三和字上池上54番地に校舎新築。
- 1889年（明治22年）4月20日 - 笹館簡易小学校を統合し、新和第四尋常小学校と改称。
- 1892年（明治25年）8月 - 新和村三和尋常小学校に改称する。
- 1895年（明治28年） - 三和字上池神34番地に、校舎移転改築。
- 1901年（明治34年）4月 - 三和字川合151番地に校地を購入し、移転。
- 1905年（明治38年）4月1日 - 高等科を併置し、三和尋常高等小学校と改称。
- 1909年（明治42年）4月 - 高等科を廃止し、新和村三和尋常小学校と再改称。
- 1941年（昭和16年）4月1日 - 国民学校令により、新和村三和国民学校改称。同日、高等科を再併設[3]。
- 1947年（昭和22年）4月1日 - 学校教育法により、新和村立三和小学校となる。同日から新和中学校三和分校併置、高等科生を中学校三和分校に移籍。
- 1949年（昭和24年）4月 - 新和中学校三和分校が。三和中学校として独立。
- 1950年（昭和25年）4月1日 - 中学校校舎が独立。
- 1955年（昭和30年）3月1日 - 町村合併により、新和村立三和小学校から弘前市立三和小学校となる。
- 1957年（昭和32年）1月 - 新築校舎完成。
- 1968年（新和43年）10月 - 校舎改築（鉄骨2階建）。
- 1969年（昭和44年）1月 - 改築校舎完成。
- 1973年（昭和48年）1月21日 - 13時20分頃、校舎南側2階6学年教室から出火し、木造部分の校舎が焼失。但し、体育館・音楽室・鉄骨校舎は、焼失を免れる[4]。
- 1974年（昭和49年）6月 - 新校舎完成。
- 2016年（平成28年）1月21日 - 校舎を一部改築[5]。
- 2020年（令和2年）12月19日 - 閉校式挙行[1]。
- 2021年（令和3年）
  - 3月19日 - 最後の卒業式挙行。最後の卒業生は5名。この5名を含め、4274名の卒業生を送り出した[6]。
  - 3月31日 - 新和小学校へ統合され閉校[7][8]。

## 学区
三和、笹舘。

## 周辺
- 青森県道37号弘前柏線[9]
- 岩木川[9]
- 砂沢溜池 - 日本の重要湿地500に指定されている津軽平野湖沼群の内の1つ。[9]

## 参考資料
- 『弘前市教育史 別巻』（弘前市教育委員会・1979年3月12日発行）151頁「学校沿革 三和小学校 創立・変遷」
- 『青森県教育史 別巻』（青森県教育委員会・1973年12月20日発行）708頁「学校沿革 小学校 新和小学校」